# Granley Company
Die Granley Company war eine US-amerikanische Filmproduktionsgesellschaft.
Hinter der Produktionsfirma stand der Schauspieler Cary Grant, der damit Delbert Manns Filmkomödie Ein Hauch von Nerz (1962) mitproduzierte. Neben ihm trat Doris Day als Hauptdarstellerin auf. Gig Young und Audrey Meadows erhielten Nebenrollen. Die Kameraführung in Panavision oblag Russell Metty. Für die Universal war es der erfolgreichste Film des Jahres, der für insgesamt drei Oscars nominiert wurde.
Die bundesdeutsche Erstaufführung des Filmes fand 1962 statt.